# Campolattaro
Campolattaro – miejscowość i gmina we Włoszech, w regionie Kampania, w prowincji Benewent.
Według danych na I 2009 gminę zamieszkiwały 1103 osoby przy gęstości zaludnienia 63 os./1 km².